# HPKG
HPKG (noto anche Haiku Delta Packages) è il formato di file adoperato dal sistema operativo Haiku per il suo sistema di gestione dei pacchetti.

## Struttura
Un file HPKG comincia con un magic number, che lo identifega come tale, vi è poi un header, che al suo interno ha informazioni come il numero di elementi all'interno del file, l'offset dei dati ecc, che servono al sistema per interpretare il file. Il resto del file è logicamente inteso come heap ed è diviso in chunk, sequenzialmente ordinati, che possono essere compressi e, se lo sono, quando decompressi hanno una grandezza di 64 KB, eccetto quello finale, che può avere una dimensione arbitraria. Infine, si trovano le lunghezze dei chunk compressi, che permettono ad Haiku di accedere al file con acesso casuale e di sapere quando fermarsi nella decompressione dei chunk.

## Installazione
I file HPKG possono essere prelevati dalla utility inclusa Haiku Depot, dal tool a riga di comando pkgman o da una fonte qualsiasi.
L'installazione, i tool citati fanno in automatico, consiste nello spostare il pacchetto nella directory /system/packages, dove verrà montato in sola lettura nel file system virtuale del sistema.
La disinstallazione può avvenire utilizzando il Tracker per cancellare il pacchetto da quella directory, o tramite il gestore pacchetti.